# 軍機保護法
軍機保護法（ぐんきほごほう）は、軍事上の秘密、いわゆる軍事機密（軍機）を保護する目的で公布・施行された日本の法律。1899年（明治32年）7月15日に公布（明治32年7月15日法律第104号）、1937年（昭和12年）の「軍機保護法改正法律」により全部改正され（昭和12年8月14日法律第72号）、軍事機密の対象範囲が拡大されたほか、刑罰が強化された。第二次世界大戦後の1945年（昭和20年）10月13日に国防保安法（昭和16年3月7日法律第49号）等と同時に廃止された。

## 概要

### 明治32年法律第104号
1899年（明治32年）に制定された本法は、次の事項を定めていた。
- 軍事上秘密の事項又は図書物件であることを知ってこれを探知収集した者は、重懲役に処し、その情軽き者は、一等を減ずる（1条）。

- 職務によって軍事上秘密の事項又は図書物件を知得領有した者がその秘密であることを知ってこれを他人に漏洩交付し、若しくはこれを公示したときは、有期徒刑に処する（2条）。

- 偶然の原由によって軍事上秘密の事項又は図書物件を知得領有した者がその秘密であることを知ってこれを他人に伝説交付し、若しくはこれを公示したときは、軽懲役に処する（3条）。

- 許可を得ることなく軍港、要港、防御港又は堡塁、砲台、水雷衛所その他国防のため建設した諸般の防御営造物を測量模写撮影し、又はその状況を録取した者は、1月以上3年以下の重禁錮に処し、又は2円以上300円以下の罰金に処する（4条1項）。よって第1条の罪を犯した者は、重きに従って処断する（同条2項）。

- 許可を得ることなく、又は詐欺の所為によって許可を得て、堡塁、砲台、水雷衛所その他国防のため建設した諸般の防御営造物内に入った者もまた前条の例による（5条）。

- 本法に規定した軽罪を犯そうとして未だ遂げない者は、未遂犯罪の例に照らして処断する（6条1項）。第2条の罪を犯そうとしてその予備をした者は、同条の刑に照らして二等又は三等を減ずる（同条2項）。

- 本法の罪を犯し、よって財物を得た者は、その財物を没収し、すでに費消したときは、その価額を追徴する（7条）。

- 本法は、刑法第2編第2章第2節外患に関する罪、陸軍刑法第2編第1章反乱の罪、海軍刑法第2編第1章反乱の罪に関する規定の効力を妨げない（8条）。

### 昭和12年法律第72号
1899年（明治32年）に制定された軍機保護法は、1937年（昭和12年）に全部改正され、同年8月14日に公布され、昭和十二年法律第七十二號軍機保護法改正法律施行期日ノ件（昭和12年10月6日勅令第578号）に基づき同年10月10日に施行された。
1939年（昭和14年）12月12日、軍機保護法施行規則の改正で、ビルや高台からの俯瞰撮影が禁止された。
また、1941年（昭和16年）の軍機保護法中改正法律（昭和16年3月10日法律第58号）により、第7條の罰則が「千圓以下ノ罰金」から「三年以下ノ禁錮又ハ三千圓以下ノ罰金」に強化され、第12條第1項第2號の「撮影」が「撮影若ハ模寫（模写）」に改正されている。
国家機密のうち軍事機密を保護の対象とし、これらの探知、収集、漏洩を処罰した。軍人以外に民間人も対象で、軍港、要港、防禦港などの港湾、堡塁、砲台、防備衛所、その他国防のために建設した防禦営造物、軍用艦船、軍用航空機、兵器、陸軍大臣又は海軍大臣所管の飛行場、電気通信所、軍需品工場、軍需品貯蔵所、その他の軍事施設について、測量、撮影、模写（スケッチ）、模造、録取（記録）、複写、複製を禁止又は制限した。また、陸軍大臣又は海軍大臣は空域、土地、水面について区域を定め、その区域に於ける航空、気象観測、立ち入りの禁止又は制限、外国船舶に対する開港場以外の入港禁止又は制限を行った。最高刑は死刑。
1937年（昭和12年）改正前の本法では「軍事上ノ秘密」の定義が曖昧だったため、改正に伴い第1條第1項で「軍事上ノ秘密」を「作戦、用兵、動員、出師其ノ他軍事上秘密ヲ要スル事項又ハ図書物件」と定義し、第1條第2項で「前項ノ事項又ハ図書物件ノ種類範囲ハ陸軍大臣又ハ海軍大臣命令ヲ以テ之ヲ定ム」と種類範囲を明確にした。「軍事上ノ秘密」の種類範囲は、軍機保護法施行規則（昭和12年10月7日陸軍省令第43号）及び軍機保護法施行規則（昭和12年10月7日海軍省令第28号）で定められている。
本法は作戦、用兵、動員、出師など、軍事上の秘密事項で陸軍大臣及び海軍大臣が定めたもの全てを保護の対象としたため、言論統制にも使用された。
第二次世界大戦で日本が敗北すると、1945年（昭和20年）10月13日、昭和二十年勅令第五百四十二号「ポツダム」宣言ノ受諾ニ伴ヒ発スル命令ニ関スル件ニ基ク国防保安法廃止等ニ関スル件（昭和20年10月13日勅令第568号）により廃止された。

## 関連法令一覧
- 軍機保護法（明治32年7月15日法律第104号）
- 軍機保護法（昭和12年8月14日法律第72号）
- 軍機保護法中改正法律（昭和16年3月10日法律第58号）
- 昭和十二年法律第七十二號軍機保護法改正法律施行期日ノ件（昭和12年10月6日勅令第578号）
- 昭和二十年勅令第五百四十二號「ポツダム」宣言ノ受諾ニ伴ヒ發スル命令ニ關スル件ニ基ク國防保安法廢止等ニ關スル件（昭和20年10月13日勅令第568号）
- 『軍機保護法施行規則（昭和12年10月7日陸軍省令第43号） 官報. 1937年10月07日』 - 国立国会図書館デジタルコレクション
- 『軍機保護法施行規則（昭和12年10月7日海軍省令第28号） 官報. 1937年10月07日』 - 国立国会図書館デジタルコレクション